# Nati nel 1949/Marzo
| Questa pagina contiene informazioni ricavate automaticamente dalle voci biografiche con l'ausilio del template Bio e di un bot. L'aggiornamento è periodico e automatico e ricostruisce completamente la pagina. Se manca una persona in questa lista, sei pregato di non aggiungerla, ma accertati piuttosto che la sua voce biografica contenga il template Bio e che i dati anagrafici siano correttamente compilati. Se il template Bio manca, inseriscilo tu stesso o, in alternativa, metti l'avviso {{tmp\|Bio}} che ne segnala la mancanza. Se i dati riportati sono sbagliati, correggi direttamente la voce biografica; le modifiche saranno visibili in questa lista entro pochi giorni. Per chiarimenti vedi il progetto biografie. La lista contiene solo le 264 persone che sono citate nell'enciclopedia e per le quali è stato implementato correttamente il template Bio. Pagina aggiornata al 18 ago 2025. |

- 1º marzo - Daniela Brancati, giornalista e scrittrice italiana
- 1º marzo - Zoia Ceaușescu, matematica rumena († 2006)
- 1º marzo - George Connelly, ex calciatore scozzese
- 1º marzo - Amedeo Crippa, dirigente sportivo, allenatore di calcio e ex calciatore italiano
- 1º marzo - Martin Disler, pittore, scultore e poeta svizzero († 1996)
- 1º marzo - Giuseppe Fini, politico italiano
- 1º marzo - Lamberto Giorgi, conduttore radiofonico e conduttore televisivo italiano
- 1º marzo - Francesco Kunderfranco, ex cestista italiano
- 1º marzo - Soulīs Markopoulos, allenatore di pallacanestro e ex cestista greco
- 1º marzo - Tom Mason, attore statunitense
- 1º marzo - Howard Owen, scrittore statunitense
- 2 marzo - Ezio Candido, dirigente sportivo e ex calciatore italiano
- 2 marzo - Libero Gerosa, giurista e teologo svizzero
- 2 marzo - Dinesh Gunawardena, politico singalese
- 2 marzo - Gates McFadden, attrice e coreografa statunitense
- 2 marzo - Terry Anne Meeuwsen, modella e conduttrice televisiva statunitense
- 2 marzo - Isabelle Mir, ex sciatrice alpina francese
- 2 marzo - Cookie Mueller, attrice e scrittrice statunitense († 1989)
- 2 marzo - José Francisco Robles Ortega, cardinale e arcivescovo cattolico messicano
- 2 marzo - J. P. R. Williams, rugbista a 15, tennista e chirurgo britannico († 2024)
- 2 marzo - Bandar bin Sultan Al Sa'ud, principe, diplomatico e politico saudita
- 3 marzo - Roberta Alexander, soprano statunitense
- 3 marzo - Jüri Allik, psicologo estone
- 3 marzo - Bonnie Dunbar, ex astronauta statunitense
- 3 marzo - Hreinn Halldórsson, ex pesista islandese
- 3 marzo - Gloria Hendry, attrice e modella statunitense
- 3 marzo - Joey Johnston, ex hockeista su ghiaccio canadese
- 3 marzo - Marino Lemešić, ex calciatore jugoslavo
- 3 marzo - Thomas Aquino Manyo Maeda, cardinale e arcivescovo cattolico giapponese
- 3 marzo - Sandy Martin, attrice statunitense
- 3 marzo - Régis Ovion, ex ciclista su strada francese
- 3 marzo - James Voss, astronauta statunitense
- 4 marzo - Massimo Berta, calciatore italiano († 2020)
- 4 marzo - Paolo Bosisio, regista, attore e sceneggiatore italiano
- 4 marzo - Volodymyr Ivasjuk, cantautore, compositore e poeta sovietico († 1979)
- 4 marzo - Karel Loprais, pilota di rally ceco († 2021)
- 4 marzo - Barbara Piecha, ex slittinista polacca
- 4 marzo - Sergej Bagapš, politico abcaso († 2011)
- 4 marzo - Jaromír Vlk, ex pesista cecoslovacco
- 5 marzo - Benoît Comlan Messan Alowonou, vescovo cattolico togolese
- 5 marzo - Bernard Arnault, imprenditore francese
- 5 marzo - Leszek Błażyński, pugile polacco († 1992)
- 5 marzo - Robert Folk, direttore d'orchestra e compositore statunitense
- 5 marzo - Francesco Giorgini, allenatore di calcio e ex calciatore italiano
- 5 marzo - Shūsaku Hirasawa, ex calciatore giapponese
- 5 marzo - Hana Jarošová, cestista cecoslovacca († 2023)
- 5 marzo - Franz Josef Jung, politico tedesco
- 5 marzo - Josef Jurkanin, ex calciatore cecoslovacco
- 5 marzo - Igor Skofic, regista italiano
- 5 marzo - Giovanni Trainini, allenatore di calcio e ex calciatore italiano
- 5 marzo - Anatoli Vaisser, scacchista sovietico
- 6 marzo - Shaukat Aziz, politico pakistano
- 6 marzo - Martin Buchan, ex calciatore e allenatore di calcio scozzese
- 6 marzo - Richard Elfman, regista, scrittore e attore statunitense
- 6 marzo - Emanuele Messineo, militare italiano († 1974)
- 6 marzo - Josef Stering, ex calciatore austriaco
- 6 marzo - Theo Timmer, pilota motociclistico olandese
- 6 marzo - Melchior Wathelet, politico belga
- 7 marzo - Mietta Albertini, regista, giornalista e attrice italiana
- 7 marzo - Nelson Babrow, rugbista a 15 sudafricano († 2022)
- 7 marzo - Leopoldo José Brenes Solórzano, cardinale e arcivescovo cattolico nicaraguense
- 7 marzo - Roman Dmitriev, lottatore russo († 2010)
- 7 marzo - Severo Lombardoni, produttore discografico italiano († 2012)
- 7 marzo - Pat Mills, fumettista e scrittore britannico
- 7 marzo - Genyo Takeda, autore di videogiochi giapponese
- 8 marzo - Teófilo Cubillas, ex calciatore peruviano
- 8 marzo - Natal'ja Kučinskaja, ex ginnasta sovietica
- 8 marzo - Karel Lismont, ex maratoneta belga
- 8 marzo - Sergio Messen, calciatore cileno († 2010)
- 8 marzo - Hugo Sotil, calciatore peruviano († 2024)
- 8 marzo - Antonello Venditti, cantautore italiano
- 9 marzo - Dwaine Dillard, cestista statunitense († 2008)
- 9 marzo - Ernesto Fernández, ex schermidore messicano
- 9 marzo - Isabel Tocino, politica e avvocato spagnola
- 9 marzo - Barthold Kuijken, flautista belga
- 9 marzo - Luis Ramón Leirós, ex calciatore spagnolo
- 9 marzo - Mikha Pola Maqdassi, vescovo cattolico iracheno
- 9 marzo - Michel Roger, funzionario francese
- 10 marzo - Lucia Colavizza, ex cestista italiana
- 10 marzo - Barbara Corcoran, imprenditrice e editorialista statunitense
- 10 marzo - Rosario Mangiameli, storico italiano
- 10 marzo - Nobu Matsuhisa, imprenditore e attore giapponese
- 10 marzo - Sam Rainsy, politico cambogiano
- 10 marzo - Nikolay Smolnikov, ex calciatore sovietico
- 10 marzo - Ivo Wortmann, allenatore di calcio e ex calciatore brasiliano
- 10 marzo - Yu Hui-hyeong, ex cestista sudcoreano
- 10 marzo - Luciano Zecchini, allenatore di calcio e ex calciatore italiano
- 11 marzo - Roger Jouve, ex calciatore francese
- 11 marzo - Griselda Pollock, storica dell'arte e sociologa britannica
- 11 marzo - Sam Tsemberis, psicologo e psichiatra canadese
- 11 marzo - Werner Weist, calciatore tedesco († 2019)
- 12 marzo - Jurij Sergeevič Balašov, scacchista russo
- 12 marzo - Glenn Chandler, scrittore e drammaturgo scozzese
- 12 marzo - Rob Cohen, regista, sceneggiatore e produttore cinematografico statunitense
- 12 marzo - Charles Levin, attore statunitense († 2019)
- 12 marzo - Jerome Edward Listecki, arcivescovo cattolico statunitense
- 12 marzo - Carlo Seychell, ex calciatore maltese
- 12 marzo - Chuck Smith, ex velocista statunitense
- 13 marzo - Philip J. Currie, paleontologo canadese
- 13 marzo - Carlos Guerini, calciatore argentino († 2023)
- 13 marzo - Michael Hogan, attore canadese
- 13 marzo - Hiroshi Kazato, pilota automobilistico giapponese († 1974)
- 13 marzo - Julia Migenes, mezzosoprano statunitense
- 13 marzo - Rosario Rampanti, allenatore di calcio e ex calciatore italiano
- 13 marzo - Antonio Saccone, critico letterario italiano
- 13 marzo - Paolo Serventi Longhi, giornalista italiano
- 13 marzo - Jurij Skobov, fondista sovietico († 2024)
- 13 marzo - Giuseppe Zaniboni, ex calciatore italiano
- 14 marzo - Rafael Ángel Calderón Fournier, politico costaricano
- 14 marzo - Ollie Halsall, chitarrista inglese († 1992)
- 14 marzo - Farida Jalal, attrice indiana
- 14 marzo - Franco Lievore, calciatore italiano († 2003)
- 14 marzo - Frank Teruggi, giornalista statunitense († 1973)
- 15 marzo - John Duttine, attore inglese
- 15 marzo - Alberto Massucco, politico italiano
- 15 marzo - Bernd Nickel, calciatore tedesco occidentale († 2021)
- 15 marzo - Mirella Serri, saggista e giornalista italiana
- 16 marzo - Heriberto Correa, calciatore paraguaiano († 2017)
- 16 marzo - Erik Estrada, attore e doppiatore statunitense
- 16 marzo - Victor Garber, attore canadese
- 16 marzo - Jerry Goodman, violinista statunitense
- 16 marzo - Alan Gowling, ex calciatore inglese
- 16 marzo - Jane Haist, discobola e pesista canadese († 2022)
- 16 marzo - Alfonso Marini, storico italiano
- 16 marzo - Elliott Murphy, cantautore e giornalista statunitense
- 16 marzo - Joseph Pilato, attore statunitense († 2019)
- 16 marzo - Glyn Watts, ex danzatore su ghiaccio britannico
- 16 marzo - William S. Zwicker, matematico statunitense
- 17 marzo - Little Pattie, cantante australiana
- 17 marzo - Hartmut Briesenick, pesista tedesco († 2013)
- 17 marzo - Svend Erik Christensen, ex calciatore danese
- 17 marzo - Patrick Duffy, attore e regista statunitense
- 17 marzo - Kam Fook Wong, ex calciatore malaysiano
- 17 marzo - Daniel Lavoie, cantautore canadese
- 17 marzo - Thaddée Nsengiyumva, vescovo cattolico ruandese († 1994)
- 17 marzo - Pat Rice, ex calciatore e allenatore di calcio nordirlandese
- 17 marzo - Mike Schwartz, ex cestista statunitense
- 18 marzo - Lluis Bruguera, allenatore di tennis e ex tennista spagnolo
- 18 marzo - Ramón Bóveda, ex calciatore argentino
- 18 marzo - Franco Del Campo, ex nuotatore e giornalista italiano
- 18 marzo - Chiara Diamantini, artista italiana
- 18 marzo - Emma Giammattei, critica letteraria italiana
- 18 marzo - Alex Higgins, giocatore di snooker britannico († 2010)
- 18 marzo - Åse Kleveland, cantante, chitarrista e politica svedese
- 18 marzo - Katalin Koroknai, ex cestista ungherese
- 18 marzo - Carlos Liscano, scrittore uruguaiano († 2023)
- 18 marzo - Eugenio Masciari, attore italiano
- 18 marzo - Giuseppe Salvo, mafioso italiano
- 18 marzo - Jacques Secrétin, tennistavolista francese († 2020)
- 18 marzo - Hannu Siitonen, ex giavellottista finlandese
- 19 marzo - Fabio Baldas, ex arbitro di calcio italiano
- 19 marzo - Anna Maria Cerasoli, scrittrice e divulgatrice scientifica italiana
- 19 marzo - Silvano Colusso, dirigente sportivo, allenatore di calcio e ex calciatore italiano
- 19 marzo - Blase Cupich, cardinale e arcivescovo cattolico statunitense
- 19 marzo - Valerij Jakovlevič Leont'ev, cantante e attore russo
- 19 marzo - Andy Tomlinson, psicologo britannico
- 20 marzo - Roberta Amadei, cantante italiana
- 20 marzo - Marcia Ball, cantante e pianista statunitense
- 20 marzo - Josip Bozanić, cardinale e arcivescovo cattolico croato
- 20 marzo - Pierrette Herzberger-Fofana, politica tedesca
- 20 marzo - Zsuzsanna Horváth, ex cestista ungherese
- 20 marzo - Lanfranco Malaguti, chitarrista italiano († 2019)
- 20 marzo - Anca Petrescu, architetta e politica rumena († 2013)
- 20 marzo - Gian Paolo Tonini, biologo italiano († 2022)
- 20 marzo - Claudio Trachelio, ex velocista e preparatore atletico italiano
- 21 marzo - Rolf-Dieter Amend, canoista tedesco († 2022)
- 21 marzo - Ennio Coltorti, attore, doppiatore e regista teatrale italiano
- 21 marzo - Romeo Costantini, regista, sceneggiatore e scenografo italiano
- 21 marzo - Pat Finucane, avvocato irlandese († 1989)
- 21 marzo - Tunku Muda Serting Imran, principe, avvocato e dirigente sportivo malese
- 21 marzo - Marianna Li Calzi, ex magistrata e ex politica italiana
- 21 marzo - Eddie Money, cantante, chitarrista e sassofonista statunitense († 2019)
- 21 marzo - Francis Soler, architetto francese
- 21 marzo - Slavoj Žižek, filosofo, sociologo e politologo sloveno
- 22 marzo - Fanny Ardant, attrice e regista francese
- 22 marzo - Jean-Michel Aulas, imprenditore e dirigente sportivo francese
- 22 marzo - Michi Dei Rossi, batterista italiano
- 22 marzo - Pietro Ichino, giurista, politico e sindacalista italiano
- 22 marzo - Danilo Kocjančič, cantante, chitarrista e compositore sloveno († 2013)
- 22 marzo - Bruno Manfellotto, giornalista italiano
- 22 marzo - John Toshack, ex calciatore e allenatore di calcio gallese
- 23 marzo - Aslaug Dahl, ex fondista norvegese
- 23 marzo - Karan English, politica statunitense
- 23 marzo - Trevor Jones, musicista e compositore sudafricano
- 23 marzo - Irinej Konstantinov, attore bulgaro
- 23 marzo - Musa Kusa, diplomatico e politico libico
- 23 marzo - Angelo Massafra, arcivescovo cattolico italiano
- 23 marzo - Gianni Montanari, traduttore e scrittore italiano († 2020)
- 23 marzo - John Paul Papanicolaou, imprenditore greco († 2010)
- 23 marzo - Rudd Pyles, ex sciatore alpino statunitense
- 24 marzo - Angela Bellei Trenti, politica italiana
- 24 marzo - Viv Busby, calciatore inglese († 2024)
- 24 marzo - Giovanni Lorenzo Forcieri, politico italiano
- 24 marzo - Mike Hill, montatore statunitense († 2023)
- 24 marzo - Tabitha Jane Spruce, scrittrice e fotografa statunitense
- 24 marzo - Erwin Kremers, ex calciatore tedesco
- 24 marzo - Helmut Kremers, ex calciatore tedesco
- 24 marzo - Ruud Krol, allenatore di calcio e ex calciatore olandese
- 24 marzo - Nick Lowe, cantautore, musicista e produttore discografico britannico
- 24 marzo - Ali Akbar Salehi, politico e diplomatico iraniano
- 24 marzo - Ranil Wickremesinghe, politico singalese
- 25 marzo - Matteo Cosenza, giornalista italiano
- 25 marzo - Bob Ezrin, produttore discografico e tastierista canadese
- 25 marzo - Mohamed Nader Hilal, ex cestista egiziano
- 25 marzo - Juan Carlos Latorre, matematico e politico cileno
- 25 marzo - Manuchar Machaidze, ex calciatore sovietico
- 25 marzo - António Mega Ferreira, giornalista e scrittore portoghese († 2022)
- 25 marzo - Philippe de Villiers, politico francese
- 25 marzo - Dursun Özbek, dirigente sportivo e imprenditore turco
- 25 marzo - Helena Šikolová, ex fondista cecoslovacca
- 26 marzo - Francisco Javier Aguilar, calciatore spagnolo († 2020)
- 26 marzo - Aldo Bet, calciatore e allenatore di calcio italiano († 2023)
- 26 marzo - Carlo Bresciani, vescovo cattolico italiano
- 26 marzo - Angelo Davì, giurista italiano
- 26 marzo - Jon English, cantautore e attore australiano († 2016)
- 26 marzo - Álvaro Guerrero, attore messicano
- 26 marzo - Helene Hayman, politica britannica
- 26 marzo - Vicki Lawrence, cantante e attrice statunitense
- 26 marzo - Tiziano Panozzo, ex calciatore italiano
- 26 marzo - Margherita di Romania, principessa rumena
- 26 marzo - Giuseppe Sabadini, ex calciatore e allenatore di calcio italiano
- 26 marzo - Fran Sheehan, bassista statunitense
- 26 marzo - Giancarlo Sitra, politico e dirigente d'azienda italiano († 2020)
- 26 marzo - Patrick Süskind, scrittore, sceneggiatore e drammaturgo tedesco
- 26 marzo - Ricky Tamaca, cantautore italiano († 2008)
- 26 marzo - Enrico Vanzina, sceneggiatore, produttore cinematografico e scrittore italiano
- 27 marzo - Torsten Andersen, ex calciatore danese
- 27 marzo - Paschalīs Fōkkīs, ex calciatore cipriota
- 27 marzo - Carlo Alberto Redi, biologo e saggista italiano
- 27 marzo - Thomas John Rodi, arcivescovo cattolico statunitense
- 27 marzo - Poul Ruders, compositore danese
- 27 marzo - Leonel Rugama, poeta e rivoluzionario nicaraguense († 1970)
- 27 marzo - Antonio Sema, scrittore e storico italiano († 2007)
- 27 marzo - Dubravka Ugrešić, scrittrice croata († 2023)
- 28 marzo - Josephine Chaplin, attrice statunitense († 2023)
- 28 marzo - Ernst Diehl, allenatore di calcio e ex calciatore tedesco
- 28 marzo - Vitalij Konstantinov, ex lottatore russo
- 28 marzo - Markku Laakso, medico finlandese
- 28 marzo - Mike McNamara, allenatore di hockey su ghiaccio e ex hockeista su ghiaccio canadese
- 28 marzo - Moses Pendleton, danzatore e coreografo statunitense
- 28 marzo - Ronnie Ray Smith, velocista statunitense († 2013)
- 28 marzo - Leslie Valiant, informatico britannico
- 28 marzo - Crissy Wilzak, ballerina, cantante e attrice statunitense
- 28 marzo - Michael Warren Young, genetista e biologo statunitense
- 29 marzo - Michael Brecker, sassofonista statunitense († 2007)
- 29 marzo - Israel Finkelstein, archeologo israeliano
- 29 marzo - Dave Greenfield, tastierista e cantante britannico († 2020)
- 29 marzo - Pauline Marois, politica canadese
- 29 marzo - Dana Pagett, ex cestista e allenatore di pallacanestro statunitense
- 29 marzo - Sileno Passalacqua, ex calciatore italiano
- 29 marzo - Marco Rossinelli, allenatore di calcio e ex calciatore italiano
- 29 marzo - Valeria Ugazio, psicologa italiana
- 30 marzo - Francesco Amendola, politico e sindacalista italiano
- 30 marzo - Giovanni Amoroso, giurista italiano
- 30 marzo - Dana Gillespie, cantante e attrice britannica
- 30 marzo - Peter Kienast, bobbista e skeletonista austriaco († 1991)
- 30 marzo - Lene Lovich, cantante statunitense
- 30 marzo - Ray Magliozzi, conduttore radiofonico, attore e doppiatore statunitense
- 30 marzo - Eric Swinkels, ex tiratore a volo olandese
- 31 marzo - Bernardo Cos, ex calciatore argentino
- 31 marzo - Greg Ganske, politico statunitense
- 31 marzo - Charles Johnson, cestista statunitense († 2007)
- 31 marzo - Hans Lutz, ex pistard tedesco
- 31 marzo - Cristina Noci, attrice e doppiatrice italiana († 2025)